# Gare de Séoul
La gare de Séoul est une gare ferroviaire sud-coréenne. C'est la principale gare de Séoul.

## Situation ferroviaire
Elle est située sur la ligne à grande vitesse Séoul-Busan, la ligne Gyeongui et la ligne Gyeongbu.

## Histoire
L'ancienne gare de Séoul, la gare de Namdaemun, a été ouverte au trafic dans un bâtiment en bois de 33 m2 (10 pyeong) en juillet 1900 avec l'extension de la ligne Gyeongin au nord du Han. La ligne Gyeongbu a été ouverte en 1905, et la ligne Gyeongui en 1921 – les deux lignes étant reliées à la gare. La construction de l'actuelle « ancienne gare de Séoul» a commencé le 1er juin 1922, et a été terminée le 30 september 1925. En 1923, la gare est redevenue la «gare Gyeongseong», alors que le nom de la ville de Séoul a été changé, de Hanseong à Gyeongseong («Keijō" en japonais).
La gare est redevenue «gare de Séoul» le 1er novembre 1947. La gare s'est développée pendant toute la période d'après-guerre; l'annexe sud de la gare de Séoul a été terminée le 30 décembre 1957, et l'annexe ouest le 14 février 1969. En 1975, le siège de la Korea National Railroad a quitté la gare de Séoul pour emménager dans les bureaux de la nouvelle annexe ouest. Une passerelle surélevée reliant la gare de Séoul et l'annexe ouest a été achevée en 1977, et la première gare de Corée financée par des fonds privés a été construite en 1988 juste à temps pour les jeux olympiques de Séoul. En 2004, Un nouveau terminal adjacent à celui existant a été achevé pour coïncider avec l'introduction du service ferroviaire à grande vitesse KTX.

## Service des voyageurs

### Desserte
La gare est le principal terminus du KTX, avec services rapides vers Busan. Elle est également desservie par une douzaine de trains par jour sur ligne Honam vers Gwangju et Mokpo. Historiquement, elle accueillait davantage de lignes, mais plusieurs d'entre elles furent déplacées vers la gare de Yongsan.

### Intermodalité
Elle est en relations directs avec la station Gare de Séoul du métro de Séoul desservie par : ligne 1 et ligne 4 y passent, tout comme la ligne express vers les aéroports de Gimpo et Incheon depuis 2010.

## Patrimoine ferroviaire

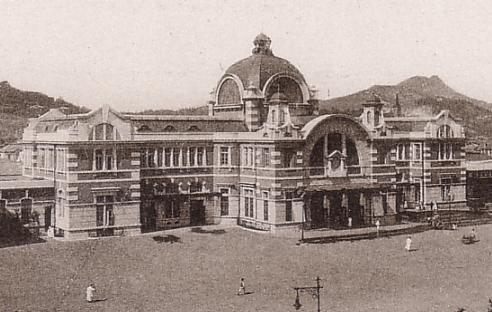
Gare de Keijo à l'époque japonaise.

L'ancienne gare de Séoul, originellement appelée gare de Keijo en japonais (hanja: 京城), fut conçue par Tsukamoto Yasushi, de l'université impériale de Tokyo. Sa construction fut terminée en 1925. Son architecture reflète bien le style japonais de l'époque par l'utilisation de briques rouges et un intérieur utilisant abondamment la pierre comme le granite au sein d'un bâtiment symétrique. On trouvait également une loge de luxe au plancher de bois et au premier étage un restaurant de style occidental.
L'édifice de la gare fut désigné site historique de la Corée du Sud en 1981. Ayant perdu sa fonctionnalité reliée au transports au fil du temps, il subit de nombreux réaménagements à partir de 2007. Il fut rouvert en 2011 en tant qu'« espace pour divers échanges et créations artistique et culturel ».